# Nina Erëmina
Nina Alekseevna Erëmina (nacida el 22 de noviembre de 1933 en Moscú, Unión Soviética y fallecida el 24 de agosto de 2016 en la misma ciudad) fue una jugadora de baloncesto rusa. Consiguió 5 medallas en competiciones oficiales con URSS.